# Dị thường không khí tự do
Trong địa vật lý, dị thường trọng lực không khí tự do, thường được gọi đơn giản là dị thường không khí tự do, là dị thường trọng lực đo được sau khi hiệu chỉnh không khí tự do được áp dụng để điều chỉnh độ cao mà phép đo được thực hiện. Việc hiệu chỉnh không khí tự do thực hiện bằng cách điều chỉnh các phép đo trọng lực này với những gì đã được đo ở mức tham chiếu. Đối với Trái đất, mức tham chiếu này thường được lấy là mực nước biển trung bình.

## Dị thường
Các dị thường trọng lực không khí tự do được đưa ra bằng phương trình:
{\displaystyle g_{F}=g_{obs}-g_{\lambda }+\delta g_{F}}
Ở đây, {\displaystyle g_{F}} là dị thường trọng lực không khí tự do, {\displaystyle g_{obs}}là trọng lực được quan sát, {\displaystyle g_{\lambda }} là sự điều chỉnh cho vĩ độ (vì các hành tinh không phải là hình cầu hoàn hảo), và {\displaystyle \delta g_{F}} là hiệu chỉnh không khí tự do
Gia tốc trọng trường giảm khi định luật nghịch đảo bình phương với khoảng cách mà phép đo được thực hiện từ khối lượng. Hiệu chỉnh không khí tự do được tính theo Định luật Newton, như một tỷ lệ thay đổi trọng lực theo khoảng cách:
{\displaystyle {\begin{aligned}g&={\frac {GM}{R^{2}}}\\{\frac {dg}{dR}}&=-{\frac {2GM}{R^{3}}}=-{\frac {2g}{R}}\end{aligned}}}
Tại vĩ độ 45°, {\displaystyle 2g/R=0.3086} mGal/m.
Hiệu chỉnh không khí tự do là lượng phải được thêm vào phép đo ở độ cao {\displaystyle h}để hiệu chỉnh nó ở mức tham chiếu:
{\displaystyle \delta g_{F}={\frac {2g}{R}}\times h}
Ở đây chúng ta đã giả định rằng các phép đo được thực hiện tương đối gần bề mặt để R không thay đổi đáng kể. Giá trị của hiệu chỉnh không khí tự do là dương khi được đo ở trên mốc và âm khi được đo dưới mốc. Ngoài ra, có một giả định rằng không có khối lượng tồn tại giữa điểm quan sát và mức tham chiếu. Dị thường Bouguer và hiệu chỉnh địa hình được sử dụng để giải thích cho điều này.